# Allan Mann
Allan P. Mann ist ein britischer Bauingenieur, bekannt für Sicherheitsfragen im Bauwesen.
Mann ist promovierter Bauingenieur und war lange in der britischen Niederlassung des  Ingenieurbüros Jacobs (Jacobs UK) und danach selbständig unter anderem als Gerichtsgutachter und für Streitschlichtungsfälle. Als Ingenieur arbeitete er unter anderem über die Sicherheit von Kernkraftwerken und Vergnügungsparks, für die Verteidigungsindustrie und als Gutachter bei Schadensfällen.
Zu seinen Projekten gehört Sellafield, das Royal Opera House, die Entwicklung der unterirdischen Atommülllager von Nirex, die Devenport Werft, das London Eye und andere Riesenräder und der Neubau des Wembley Stadions.
Er hält regelmäßig Vorlesungen an den Universitäten von Manchester und Leeds über Erdbebensicherheit und in Birmingham über Schadensfälle im Bauingenieurwesen.
2011 erhielt er die Goldmedaille der Institution of Structural Engineers, bei denen er unter anderem im Publikationswesen aktiv ist. Er befasst sich auch mit Technikgeschichte. 2008 hielt er die Annual Lecture beim Henderson Colloquium der IABSE (Certainty and Uncertainty in Structural Engineering).